# Йованович, Никола (баскетболист)
Никола Йованович (серб. Никола Јовановић; род. 6 января 1994, Белград, СРЮ) — сербский баскетболист, играющий на позициях тяжёлого форварда и центрового.

## Карьера
На юношеском этапе карьеры Йованович играл за кадетские команды «Црвены звезды» (2010/2011) и «Партизана» (2011/2012).
В 2012 году Йованович продолжил образование в США и поступил в частную школу Arlington Country Day School в городе Джексонвилль, штат Флорида. Никола занял 20 место в рейтинге самых перспективных игроков штата по версии издания «Флорида Хупс».
С 2013 по 2016 годы Йованович обучался в университете Южной Калифорнии и выступал за команду USC Trojans в первом дивизионе NCAA, конференция Pac-12.
Будучи первокурсником в сезоне 2013/2014 Йованович в 32 играх набирал в среднем 8,0 очка и 4,4 подбора. На командном банкете после окончания сезона Никола был награжден премией Гарольда Джонса как самый прогрессирующий игрок команды.
На втором курсе в сезоне 2014/2015 Йованович показал улучшение статистики, лидируя в команде со средним показателем 7,0 подборов за игру и заняв 2 место по результативности со средним показателем 12,3 очка. В конце сезона Никола получил премию Боба Бойда как лучший игрок команды.
Не став выбранным на драфте НБА 2016 года Йованович присоединился к «Детройт Пистонс» в Летней лиге в Орландо и к «Лос-Анджелес Лейкерс» в Летней лиге в Лас-Вегасе.
26 сентября 2016 года Йованович подписал контракт с «Пистонс», но 17 октября клуб отказался от Николы после одной предсезонной игры. 30 октября Йованович стал игроком «Гранд-Рапидс Драйв» в D-Лиге. 2 марта 2017 года Никола перешёл в «Уэстчестер Никс».
В июле 2017 года Йованович подписал 3-летний контракт с «Црвеной звездой». В 16 матчах Евролиги Никола набирал 4,6 очка и 2,7 подбора.
В августе 2018 года Йованович перешёл в «Доломити Энергию» на правах аренды.
В августе 2020 года Йованович был отдан в аренду в «Игокеа». Вместе с командой Никола стал обладателем Кубка Мирзы Делибашича и дошёл до 1/2 финала Адриатической лиги.
В сентябре 2021 года Йованович перешёл в «Нижний Новгород», но в декабре покинул команду. В 6 матчах Единой лиги ВТБ Никола набирал в среднем 3 очка и 2 подбора. В 4 матчах Лиги чемпионов ФИБА его статистика составила 8,8 очка и 2,5 подбора.
В августе 2022 года Йованович вернулся в «Нижний Новгород».
В феврале 2023 Йованович перешёл в «Остенде» с которым стал чемпионом Бельгии.
13 октября 2023 года Йованович подписал контракт с бельгийским клубом «Антверп Джайентс».
В июне 2025 года Йованович продолжил карьеру в «Лиможе».

## Сборная Сербии
В июне 2019 года Йованович был включён в предварительный состав сборной Сербии для подготовки к чемпионату мира-2019, но в окончательную заявку на турнир не попал.

## Достижения
- Чемпион Бельгии: 2022/2023
- Чемпион Сербии: 2017/2018
- Обладатель Кубка Мирзы Делибашича: 2020/2021